# マイク・ヤング (アメリカンフットボール)
マイク・ヤング（Michael David Young 1962年2月21日- ）はカリフォルニア州ハンフォード出身の元アメリカンフットボール選手。ポジションはWR。

## 経歴
UCLAではアメリカンフットボールと野球をしていた。彼の在学中チームはパシフィック10カンファレンスで2度優勝し、1983年、1984年はローズボウルを1985年はフィエスタボウルで勝利した。1984年のローズボウルではリック・ニューヘイゼルからの53ヤードのTDパスをキャッチしている。
1983年のMLBドラフト37巡でニューヨーク・メッツから指名された。
1985年のドラフト6巡目でロサンゼルス・ラムズから指名されて入団して4シーズンを過ごしたが目だった活躍は見せなかった。1989年からデンバー・ブロンコスに移り4シーズンプレーした。その間、1990年の第24回スーパーボウルに出場を果たし、1991年にはジョン・エルウェイのターゲットとして、チームトップの44回のキャッチで629ヤードを稼いだ。
その後フィラデルフィア・イーグルス、カンザスシティ・チーフスで1シーズンずつプレーした後、引退した。
アリーナフットボールのコロラド・クラッシュの副社長を務めた。